# Guillaume Ier (évêque de Strasbourg)
Pour les articles homonymes, voir Guillaume Ier.
Guillaume Ier, né vers 978 et mort à Strasbourg en 1047 ou le 7 novembre 1049 est évêque de Strasbourg de 1029 à sa mort.

## Biographie
Guillaume est né vers 978. Membre de la dynastie des Saliens, il est le fils cadet d’Otton de Carinthie et de Judith. Un de ses frères, Brunon, devient pape sous le nom de Grégoire V. Guillaume est aussi l'oncle de l'empereur du Saint-Empire Conrad II le Salique,.
Guillaume est chanoine de Strasbourg et archichapelain de l'impératrice Gisèle de Souabe quand son neveu l'empereur Conrad II lui obtient le siège épiscopal de Strasbourg en 1029, à la mort de l'évêque Werner,,.

En 1031, il consacre l’église Saint-Thomas de Strasbourg, qui avait été incendiée. Il fait construire l'église Saint-Pierre-le-Jeune de Strasbourg et la dote d'un chapitre,. C'est probablement Guillaume qui fait achever la cathédrale romane de Strasbourg, dont la construction a été commencée sous son prédécesseur Werner.

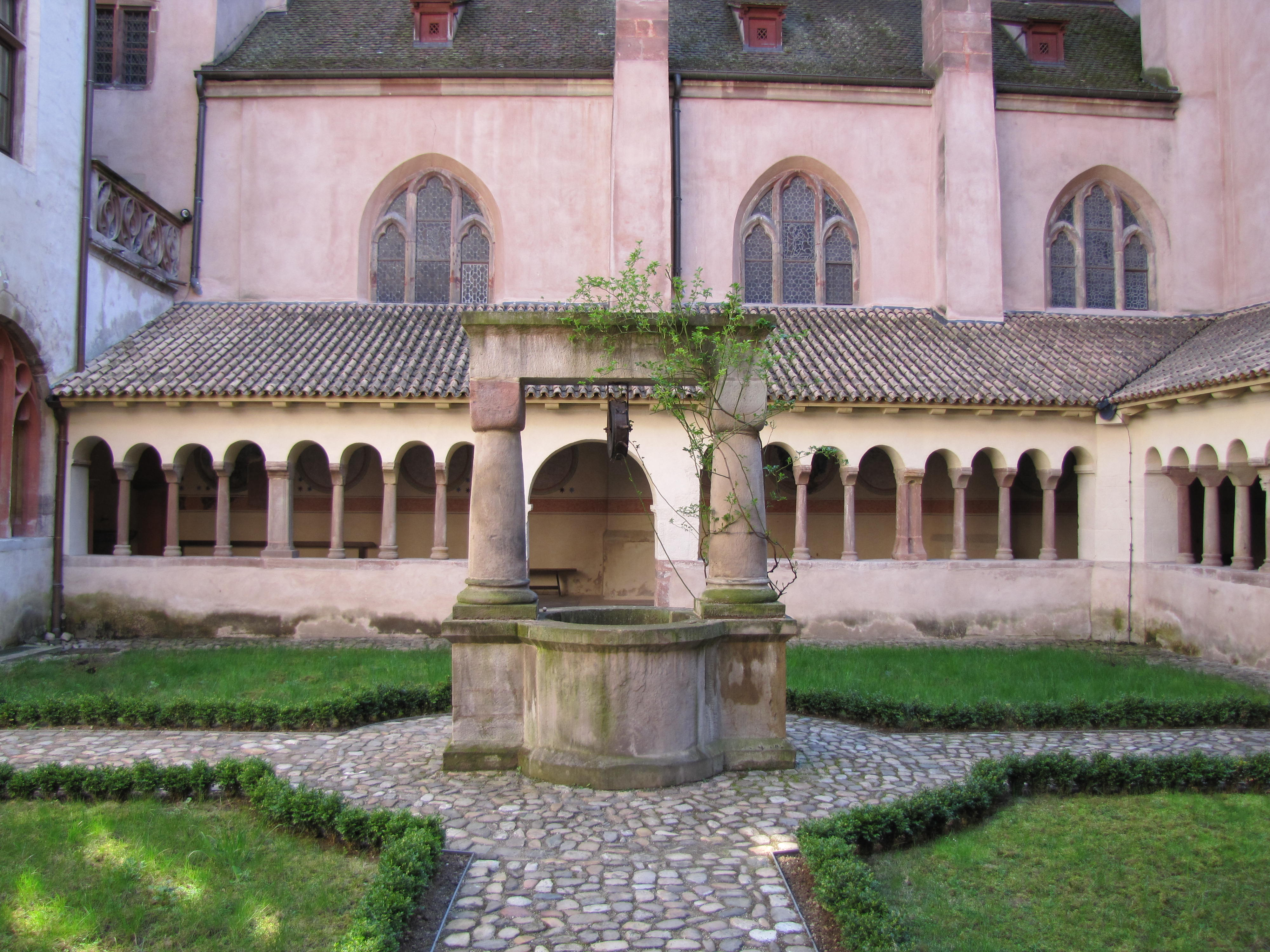
Cloître de l'église Saint-Pierre-le-Jeune de Strasbourg
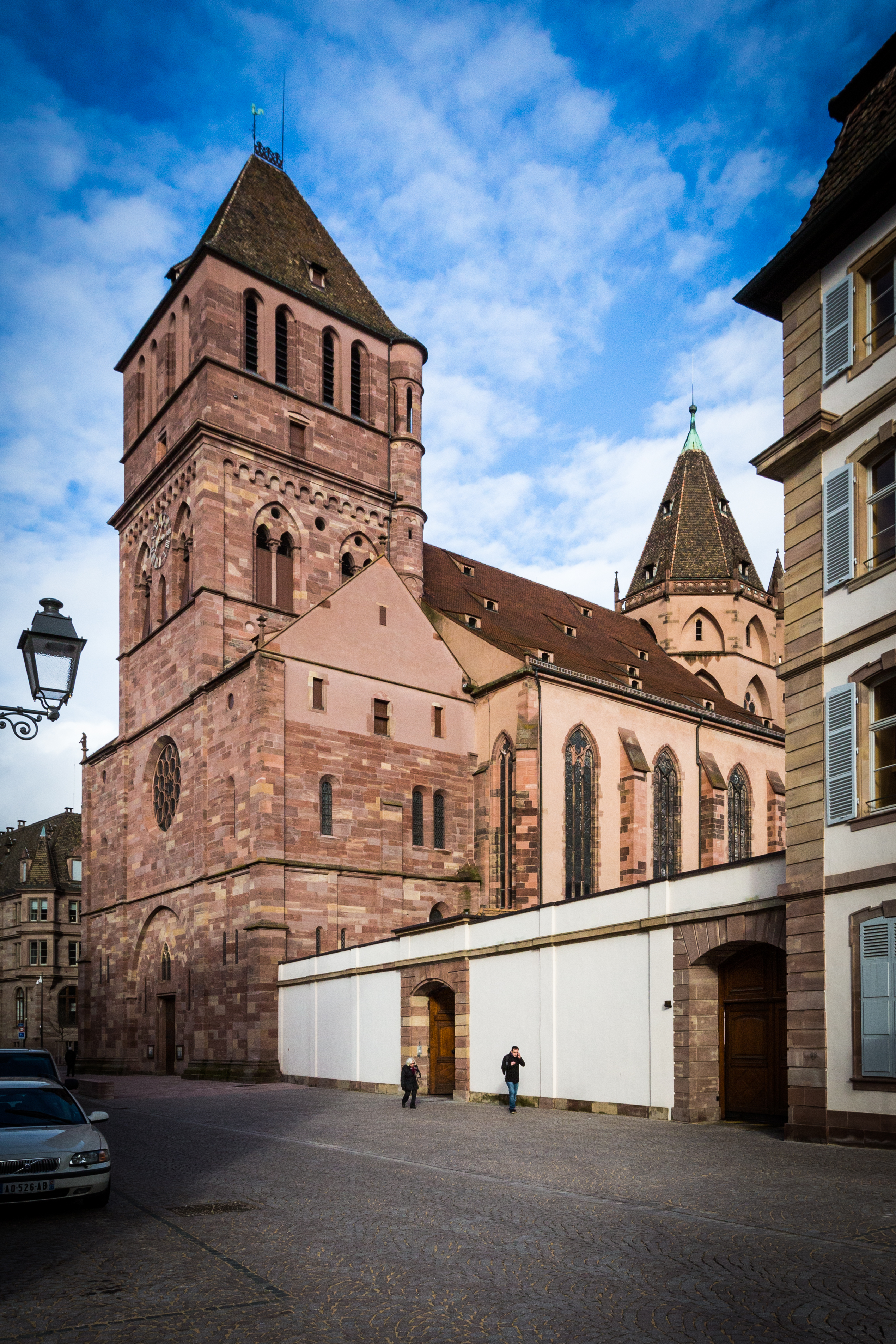
Église Saint-Thomas de Strasbourg

Guillaume accueille son neveu l'empereur Conrad à plusieurs reprises, en particulier le 26 novembre 1038. Guillaume effectue un pèlerinage à Jérusalem, entre 1040 et 1044.
Guillaume meurt en 1047 ou le 7 novembre 1049 à Strasbourg. Il est enterré dans l'église Saint-Pierre-le-Jeune de Strasbourg,. Humbert de Moyenmoutier, moine et futur cardinal, compose un poème en son honneur.